# International Institute of Business Analysis
Das International Institute of Business Analysis (IIBA) ist eine 2003 in Kanada gegründete Vereinigung im Bereich Business-Analyse. Sie will die Anerkennung des Berufsbildes Business Analyst fördern und bietet eigene kostenpflichtige Zertifizierungen an.

## Themen
Das IIBA gibt u. a. den Guide to Business Analysis Body of Knowledge (BABOK Guide) heraus, der folgende Themen behandelt:
- Planung und Überwachung der Business-Analyse: Planung der zu erledigenden Business-Analyse-Aufgaben
- Erhebung und Zusammenarbeit: Anforderungen der Stakeholder ermitteln.
- Management des Anforderungslebenszyklus: Anforderungen verwalten
- Strategische Analyse: Den Istzustand ermitteln, vorhandene Probleme/Chancen beschreiben, Ziele definieren, Lösungsansätze entwerfen, Lösungsumfang festlegen, Business-Case erstellen.
- Anforderungsanalyse und Designdefinition: Anforderungen priorisieren, strukturieren (Auswahl von Text, Grafik und/oder Modell zur Dokumentation von Anforderungen), spezifizieren (Anforderungen in Textform dokumentieren), modellieren (Anforderungen mit Grafiken/Modellen dokumentieren), verifizieren (auf formale Qualität prüfen), validieren (auf Übereinstimmung mit den Zielen prüfen).
- Lösungsbewertung: vorgeschlagene oder eingesetzte (IT-)Lösungen prüfen, ob sie den Nutzen/Mehrwert erbringen, für den sie realisiert wurden.

## Zertifizierungen
Das IIBA bietet seit 2006 mehrere Personenzertifizierungen nach eigenem Standard an. Ende Februar 2025 waren weltweit rund 45.000 Personen IIBA-zertifiziert.
- seit 2006: Certified Business Analysis Professional (CBAP) – Gültigkeitsdauer: 3 Jahre
- seit 2010: Certification of Capability in Business Analysis (CCBA) – Gültigkeitsdauer: 3 Jahre
- seit 2016: Entry Certificate in Business Analysis (ECBA) – Gültigkeitsdauer: unbegrenzt
- seit 2018: Agile Analysis Certification (AAC) – Gültigkeitsdauer: 1 Jahr
- seit 2019: Business Data Analytics Certification (CBDA) – Gültigkeitsdauer: 1 Jahr
- seit 2020: Cybersecurity Analysis Certification (CCA) – Gültigkeitsdauer: unbegrenzt
- seit 2021: Product Ownership Analysis Certification (CPOA) – Gültigkeitsdauer: unbegrenzt